# Saint-Sulpice-sur-Risle
 Saint-Sulpice-sur-Risle  es una población y comuna francesa, situada en la región de Baja Normandía, departamento de Orne, en el distrito de Mortagne-au-Perche y cantón de L'Aigle-Est.

## Demografía
| 1375 | 1393 | 1280 | 1287 | 1483 | 1522 |
| Para los censos de 1962 a 1999 la población legal corresponde a la población sin duplicidades (Fuente: INSEE [Consultar]) |      |      |      |      |      |